# Frank-Steffen Elster
Frank-Steffen Elster (* 1976 in Leipzig) ist ein deutscher Chorleiter. 

## Leben
Er sang im GewandhausKinder- und Jugendchor unter Gewandhauschordirektor Ekkehard Schreiber und übernahm bereits früh musikalische Assistenzaufgaben sowie kommissarisch Proben der Gewandhauschöre. Von 1997 bis 2002 studierte er an der Hochschule für Musik und Theater „Felix Mendelssohn Bartholdy“ Leipzig Chor- und Ensembleleitung in den Fächern Chordirigieren, Dirigieren und Gesang. Als Assistent des Gewandhauschordirektors Morten Schuldt-Jensen übernahm er 1999 die Leitung des Kinderchores. 1997 gründete er das ensemble avelarte, das er bis 2007 leitete. Im Jahr 2007 wurde er zum Chordirektor des Stadtsingechores zu Halle berufen, im Jahr 2011 übernahm er zusätzlich die künstlerische Leitung der Robert-Franz-Singakademie Halle. In Zusammenarbeit mit dem Regisseur Philipp J. Neumann komponierte er Musik für Spielfilme und Theaterproduktionen.
2012 war er in der Doku-Soap Advent in XXL zu sehen. 
Im März 2014 gab er aus persönlichen Gründen die Leitung des Stadtsingechores zu Halle ab und beendete im April 2014 auch seine Tätigkeit als künstlerischer Leiter der Robert-Franz-Singakademie Halle. Elster ist seit 2015 Lehrbeauftragter für Chorleitung am Institut für Musikpädagogik der Hochschule für Musik und Theater Leipzig.